# Mavilly-Mandelot
Mavilly-Mandelot ist eine französische Gemeinde mit 173 Einwohnern (Stand: 1. Januar 2022) im Département Côte-d’Or in der Region Bourgogne-Franche-Comté (vor 2016 Bourgogne); sie gehört zum Arrondissement Beaune und zum Kanton Ladoix-Serrigny. 

## Geographie
Mavilly-Mandelot liegt etwa 40 Kilometer südsüdwestlich von Dijon. Umgeben wird Mavilly-Mandelot von den Nachbargemeinden Bessey-en-Chaume im Norden, Bouze-lès-Beaune im Osten, Nantoux im Südosten, Meloisey im Süden, Montceau-et-Écharnant im Westen sowie Lusigny-sur-Ouche im Nordwesten.

## Bevölkerung
| Jahr                       | 1962 | 1968 | 1975 | 1982 | 1990 | 1999 | 2006 | 2011 | 2019 |
| Einwohner                  | 175  | 154  | 144  | 146  | 152  | 154  | 151  | 163  | 179  |
| Quellen: Cassini und INSEE |      |      |      |      |      |      |      |      |      |

## Sehenswürdigkeiten

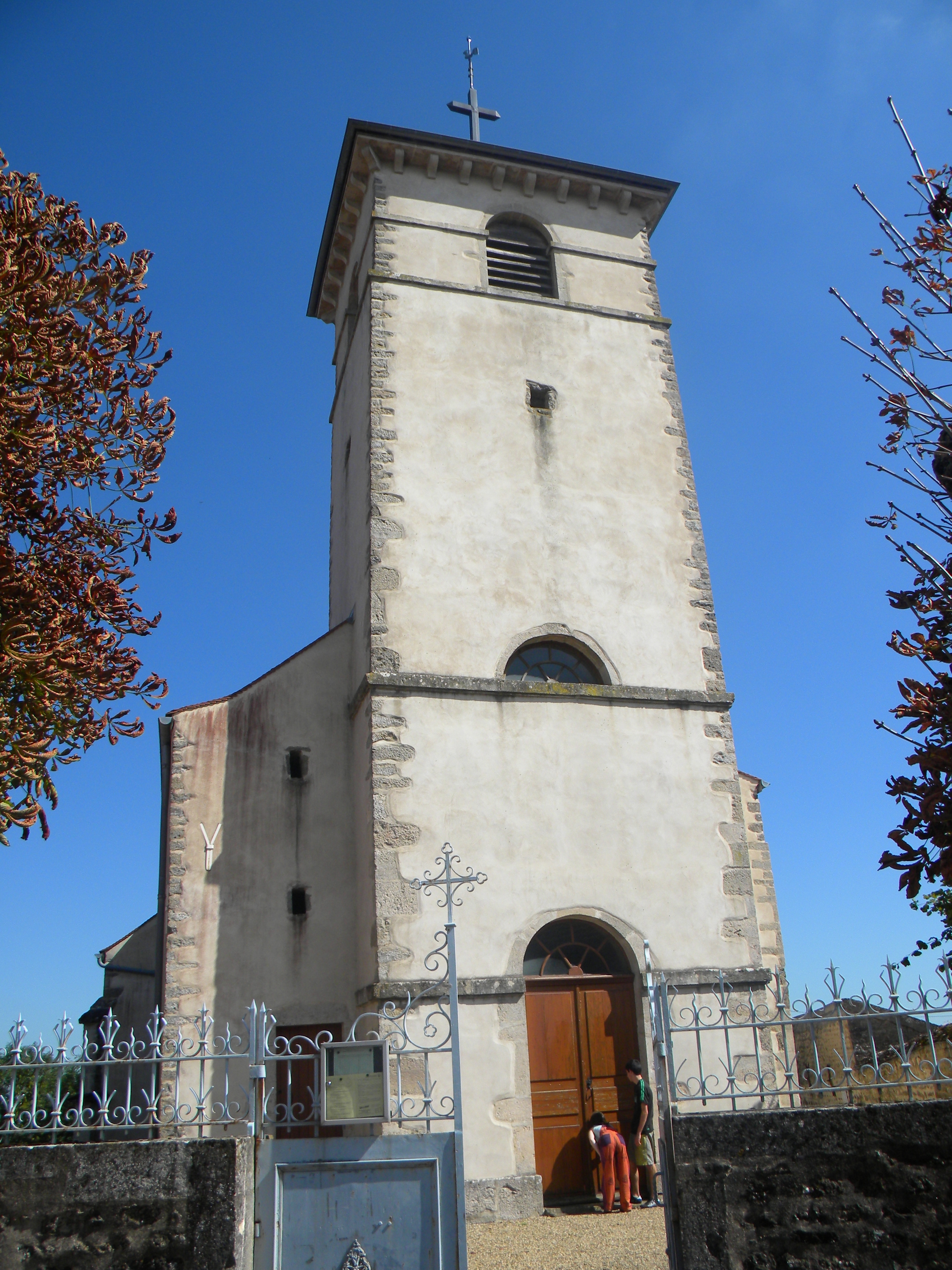
Kirche Saint-Martin

- Kirche Saint-Martin